# 伊斯雷尔·埃尔南德斯
伊斯雷尔·埃尔南德斯（西班牙語：Israel Hernández，1970年1月7日—），古巴男子柔道运动员。他曾代表古巴参加1992年和1996年夏季奥林匹克运动会柔道比赛，获得二枚铜牌，均来自男子65公斤级项目。